# In the Mood for Life
In the Mood for Life è il terzo album di Wax Tailor, pubblicato il 14 settembre 2009.

## Tracce
1. City Vapors -1:12-
2. Dragon Chasers  -3:16-  feat. Charlotte Savary
3. Already Begun -0:33-
4. B-Boy on Wax  -4:06-  feat. Speech Defect
5. Street Scent -0:25-
6. No Pity -2:59-
7. Dry Your Eyes  -3:41-  feat. Sara Genn
8. Masquerade Theme -0:49-
9. Until Heaven Stops the Rain  -3:48-  feat. Mattic
10. More Songs -0:22-
11. Leave It  -3:12- feat. Dionne Charles
12. Escape Theme -0:59-
13. Go Without Me  -4:09-  feat. Charlotte Savary
14. This Train  -3:56-  feat. Voice & Ali Harter
15. Sit & Listen -4:04-
16. Fireflies  -3:33-  feat. Charlotte Savary & Mattic
17. Say Yes  -3:38-  feat A State of Mind ASM
18. I Own You  -3:14-  feat. Charlie Winston
19. Greenfields  -3:40-  feat. Charlotte Savary